# 中国短編文学賞
中国短編文学賞（ちゅうごくたんぺんぶんがくしょう）は、日本の文学賞。中国新聞社が主催している。中国地方の文芸振興を目的として実施されている。

## 沿革と概要
中国新聞新人登壇・文芸作品懸賞
1955年、中国新聞新人登壇・文芸作品懸賞として開始された。第1回大賞受賞の小久保均は1972年に「折れた八月」で直木賞候補、1977年に「夏の刻印」で芥川賞候補。第9回入選の灰谷健次郎は、第1回路傍の石文学賞を受賞している。広島大学名誉教授の坂本公延は、第20回で第1席に入選している。
中国短編文学賞
大賞には50万円、優秀賞には10万円が贈られる。短編小説を募集している。題材は自由。応募資格は、中国地方在住、在勤、在学者に限られる。2014年からは、芥川龍之介賞作家の髙樹のぶ子が選者を務めている。第40回優秀賞受賞の巣山ひろみは、第20回ゆきのまち幻想文学賞長編賞、第42回児童文芸新人賞を受賞している。第44回大賞受賞の古林邦和は、第3回とっとり文学賞を受賞している。

## 受賞作一覧
年は受賞作の発表の年。

### 第40回から第46回まで（選者重松清）
| 回（年）         | 賞     | 受賞作                           | 著者           |
| ---------------- | ------ | -------------------------------- | -------------- |
| 第40回（2008年） | 大賞   | 「猪目の洞っこ」                 | 木下訓成       |
| 第40回（2008年） | 優秀賞 | 「紫陽花」                       | 森岡隆司       |
| 第40回（2008年） | 優秀賞 | 「声」                           | 巣山ひろみ     |
| 第41回（2009年） | 大賞   | 「プア」                         | 川野上裕美     |
| 第41回（2009年） | 優秀賞 | 「水面渡りて…」                  | 井上雅博       |
| 第41回（2009年） | 優秀賞 | 「牛」                           | 水野知夫       |
| 第42回（2010年） | 大賞   | 「窓辺のトナカイ」               | 森岡隆司       |
| 第42回（2010年） | 優秀賞 | 「父の引き出し」                 | 西島恭子       |
| 第42回（2010年） | 優秀賞 | 「砂で描いた鳥」                 | 福井幸江       |
| 第43回（2011年） | 大賞   | 「坂道の停留所」                 | 内海陽一       |
| 第43回（2011年） | 優秀賞 | 「小石の砦」                     | 福井幸江       |
| 第43回（2011年） | 優秀賞 | 「魚の目」                       | あかまつつぐみ |
| 第44回（2012年） | 大賞   | 「トマト」                       | 古林邦和       |
| 第44回（2012年） | 優秀賞 | 「想い出のカケラ」               | 松崎覚         |
| 第44回（2012年） | 優秀賞 | 「紅い鳥居」                     | 田中早紀       |
| 第45回（2013年） | 大賞   | 「金の波」                       | 如月恵         |
| 第45回（2013年） | 優秀賞 | 「年末大決算」                   | 久保田大樹     |
| 第45回（2013年） | 優秀賞 | 「オレンジ色のノート」           | 光岡和子       |
| 第46回（2014年） | 大賞   | 「ともしび」                     | 森岡隆司       |
| 第46回（2014年） | 優秀賞 | 「夜の雲」                       | 古川こおと     |
| 第46回（2014年） | 優秀賞 | 「ホットケーキを、テントの中で」 | 吉田弓夏       |

### 第47回から現在まで（選者髙樹のぶ子）
| 回（年）         | 賞     | 受賞作                     | 著者       |
| ---------------- | ------ | -------------------------- | ---------- |
| 第47回（2015年） | 大賞   | 「穴のあいた軍手」         | 小野絵     |
| 第47回（2015年） | 優秀賞 | 「そらのものがたり」       | 坂原友美   |
| 第47回（2015年） | 優秀賞 | 「黄泉物」                 | 安部雄登   |
| 第48回（2016年） | 大賞   | 「波光」                   | 郡章典     |
| 第48回（2016年） | 優秀賞 | 「猫を飼う」               | 橋本由紀   |
| 第48回（2016年） | 優秀賞 | 「秘黙の先に」             | 岡田栄一   |
| 第49回（2017年） | 大賞   | 「外来魚の心情」           | 的場泉     |
| 第49回（2017年） | 優秀賞 | 「耳なしうさぎ」           | 西島恭子   |
| 第49回（2017年） | 優秀賞 | 「CCに並ばない」           | 小池夏美   |
| 第50回（2018年） | 大賞   | 「狭霧の下で」             | 古川こおと |
| 第50回（2018年） | 優秀賞 | 「懸想」                   | 濱野登美雄 |
| 第50回（2018年） | 優秀賞 | 「山茶花のなみだ」         | 福島穂花   |
| 第51回（2019年） | 大賞   | 「月の人」                 | 則直真衣   |
| 第51回（2019年） | 優秀賞 | 「雨上がりに」             | 中村聖子   |
| 第51回（2019年） | 優秀賞 | 「真夜中、コンビニへ行く」 | 瀬戸みゆう |
| 第52回（2020年） | 大賞   | 「きょうだい」             | 美濃左兵衛 |
| 第52回（2020年） | 優秀賞 | 「玄鳥去（つばめさる）」   | 武田純子   |
| 第52回（2020年） | 優秀賞 | 「泣き別れ」               | 小浦裕子   |
| 第53回（2021年） | 大賞   | 「川の聲（こえ）」         | アンベ章   |
| 第53回（2021年） | 優秀賞 | 「交差点」                 | 見坂卓郎   |
| 第53回（2021年） | 優秀賞 | 「セオリツヒメ」           | 小富百     |
| 第54回（2022年） | 大賞   | 「おいおい」               | 藤田雄一   |
| 第54回（2022年） | 優秀賞 | 「口紅」                   | 沢見礼子   |
| 第54回（2022年） | 優秀賞 | 「好敵手」                 | 澤原理乃   |
| 第55回（2023年） | 大賞   | 「カラスの埋葬」           | 小桜けい   |
| 第55回（2023年） | 優秀賞 | 「カミ待ち列車」           | 中川真由美 |
| 第55回（2023年） | 優秀賞 | 「ヒロチ、破顔す。」       | 松村知彦   |
| 第56回（2024年） | 大賞   | 「クラゲのリンネ」         | 眞鍋敢     |
| 第56回（2024年） | 優秀賞 | 「送り鐘」                 | 谷本美弥子 |
| 第56回（2024年） | 優秀賞 | 「コバルトブルーの空」     | 武谷田鶴子 |